# Резня (Доктор Кто)
«Резня» (англ. The Massacre), также известная как «Резня в канун Святого Варфоломея» (англ. The Massacre of St Bartholomew's Eve) — двадцать вторая серия британского научно-фантастического телесериала «Доктор Кто», состоящая из четырех эпизодов, которые были показаны в период с 5 по 26 февраля 1966 года. Ни один эпизод серии не сохранился в архивах Би-би-си, вся серия доступна лишь в виде реконструкции.
Серия описывает события, предшествовавшие Варфоломеевской ночи. В этой серии впервые появляется будущая спутница Додо Чаплет.

## Сюжет
ТАРДИС прибывает в Париж 1572 года. Напряжение между католиками и протестантами достигает предела, происходят столкновения, такие как схватка в таверне между благородным протестантом виконтом Гастоном Дю Лераном и католиком Симоном Дювалем. Доктор предупреждает Стивена об осторожности и оставляет его в таверне, а сам отправляется в аптеку Чарльза Преслина. Но Стивен привлекает к себе внимание тем, что не может заплатить трактирщику крупными монетами, но его выручает гугенот Николас Мусс и приглашает выпить с ним и его компанией. Он объясняет, что напряжение в городе из-за свадьбы протестантского принца Генриха Наваррского с католической принцессой Маргаритой де Валуа. Компания отправляется домой, но встречает испуганную служанку Анну Чаплет, которая в страхе от того, что ей придется прислуживать католическому аббату Амбуаза. Она также слышала о том, что резня гугенотов в городе Васси может перекинуться на Париж. Для защиты Николас отдает служанку адмиралу Гаспару де Колиньи, самому уважаемому протестанту при дворе. Стивен также остается у него, так как наступил комендантский час, а Доктор еще не явился.
На следующий день аббат Амбуаза, религиозный фанатик на стороне кардинала Лотарингского в точности выглядящий и говорящий как Доктор, прибывает в свою парижскую резиденцию. Он посылает своего секретаря Роджера Кольберта на поиски Анны Чаплет. Тот пытается убедить Николаса, Гастона и Стивена, что Анна все сочинила. Чуть позже Стивен, шпионя за Кольбертом, видит его разговор с Аббатом и поражается тому, что тот, похоже, и есть Доктор. Когда Стивен и Николас находят лавку Преслина, они обнаруживают, что та закрыта с тех пор, как хозяин был арестован по обвинению в ереси два года назад. Это наводит Николаса на подозрения, что Стивен — шпион на службе Аббата. Тот сбегает и идёт в дом Аббата, веря что тот и есть Доктор, и подслушивает разговор католического маршала Франции Таваннеса, Дюваля и Кольберта о том, что «морской попрошайка» должен умереть завтра. Убийца будет ждать его, когда тот уйдет с королевского совета в Лувре. Заговорщики не раскрывают этого, но «морской попрошайка» это де Колиньи. Ночью Стивен встречает Анну Чаплет, которую выгнали за то, что она защищала Стивена. Они пережидают комендантский час в лавке Преслина.
Наутро они пытаются достучаться до Аббата, но понимают, что тот не Доктор, а также выясняют личность «морского попрошайки». Оба убегают и предупреждают Мусса, что де Колиньи попытаются убить. Тот пытается предотвратить покушение, но Гаспара всё равно ранят в руку. Таваннес считает это дело ошибкой Аббата и того берут в плен под подозрением, что он — самозванец.
Де Колиньи переносят в его дом и вызывают ему хирурга. Стивен и Николас получают известие, что Аббат умер. Стивен растерян, так как всё ещё считает его переодетым Доктором, и направляется во владения Аббата и видит там мёртвое тело. Всё выглядит так, будто его убили протестанты, что разжигает ненависть в толпе католиков. Никто и не думает на истинных виновников, Кольберта и Таваннеса.
На следующий день Стивен отправляется обратно в лавку Преслина и воссоединяется с Анной. Вскоре прибывает Доктор, настаивающий на скорейшем отбытии из города. Анну отсылают в дом её тетушки, предупредив её, что она должна весь следующий день не выходить на улицу. Она отбывает, а Доктор и Стивен отправляются через весь город.
Королева убеждает короля, что гугеноты опасны, и тот разрешает резню в течение 24 часов. Симон Дюваль и Кольберт ликуют больше, чем Таваннес, считающий, что всё зашло слишком далеко.
Стивен и Доктор отбывают в ТАРДИС как раз, когда начинается резня. Стивен беспокоится за Анну и друзей и злится, что они отбыли так рано и не помогли им. Доктор говорит, что историю не изменить, Николас Мусс и Гаспар де Колиньи будут убиты, Анна возможно тоже. Стивен решает покинуть Доктора, ТАРДИС приземляется и тот уходит в лес. Доктор впервые остается в одиночестве, понимает, что все компаньоны его покинули, а также осознает свою невозможность вернуться домой.
Оказывается, ТАРДИС приземлилась в 1966, и в будку вбегает девушка, думающая, что это настоящая полицейская будка. Маленький ребенок пострадал в ДТП, и ей надо позвонить. Возвращается Стивен и говорит, что сюда направляются двое полицейских. Он смягчается, когда узнает, что девушку зовут Доротея (или Додо) Чаплет. Доктор поспешно отбывает, но Додо, кажется, это не волнует, или она просто не верит. Она говорит, что семьи, кроме двоюродной бабушки, у неё нет, и поэтому может смело путешествовать.

## Трансляции и отзывы
| Эпизод               | Дата показа     | Продолжительность | Телезрители (в миллионах) | Archive                            |
| -------------------- | --------------- | ----------------- | ------------------------- | ---------------------------------- |
| «Война бога»         | 5 февраля 1966  | 24:51             | 8.0                       | Only stills and/or fragments exist |
| «Морской попрошайка» | 12 февраля 1966 | 24:43             | 6.0                       | Only stills and/or fragments exist |
| «Священник смерти»   | 19 февраля 1966 | 24:33             | 5.9                       | Only stills and/or fragments exist |
| «Колокол судьбы»     | 26 февраля 1966 | 25:06             | 5.8                       | Only stills and/or fragments exist |
| [ 1 ] [ 2 ] [ 3 ]    |                 |                   |                           |                                    |